# Berk Atan
Berk Atan (ur. 26 września 1991 w Izmirze) – turecki aktor filmowy i model.

## Życiorys
Urodził się w Izmirze 26 września 1991 roku. Jego matka miała pochodzenie bośniackie. W wieku 11 lat zaczął grać w piłkę nożną. 
W 2011 rozpoczął karierę jako model i zdobył tytuł „Najbardziej Obiecujący Najlepszy Model Turcji”. W 2012 ogłoszono go najlepszym modelem w Turcji.
Studiował na Wydziale Sztuk Pięknych Uniwersytetu Beykent w Stambule. Potem kontynuował naukę na Wydziale Aktorskim. Pierwszą rolę otrzymał w 2013 jako Pamir w serialu Altındağlı. Później występował w innych produkcjach telewizyjnych, między innymi Güneşin Kızları i Łzy Cennet.

## Filmografia
| Rok       | Tytuł           | Rola             |
| --------- | --------------- | ---------------- |
| 2013      | Altındağlı      | Pamir            |
| 2013      | Her Şey Yolunda | Selçuk           |
| 2015-2016 | Güneşin Kızları | Savaş Mertoğlu   |
| 2017      | Dayan Yüreğim   | Atıf Sinan Şanal |
| 2017      | Tahin pekmez    | Akif             |
| 2017–2018 | Łzy Cennet      | Selim Arisoy     |
| 2020      | Gönül Dağı      | Mustafa Çiftci   |

## Nagrody i nominacje
| Rok  | Nagroda                                     | Kategoria            | Serial/Film     | Rezultat |
| ---- | ------------------------------------------- | -------------------- | --------------- | -------- |
| 2011 | Najlepszy model Turcji                      | Obiecujący początek  | –               | Wygrana  |
| 2012 | Najlepszy model Turcji                      | Pierwsze miejsce     | –               | Wygrana  |
| 2012 | Najlepszy model świata                      | Pierwsze miejsce     | –               | Wygrana  |
| 2015 | KTÜ Medya Ödülleri                          | Najlepszy aktor roku | Güneşin Kızları | Wygrana  |
| 2016 | Türk Tıp Öğrencileri Birliği - Yılın Enleri | Najlepszy aktor      | Güneşin Kızları | Wygrana  |